# 百萬名床
《百萬名床》（英語："Bed"） 是美国说唱歌手妮琪·米娜的一首歌曲，並由美國歌手亞莉安娜·格蘭德客串。收录在她的第四张录音室专辑《女皇》。作为专辑的第二支主打单曲，Young Money、Cash Money和聯眾唱片于2018年6月14日发行。本单曲由本·比丽恩斯、彼特斯·贝利、苏帕·杜帕和梅斯共同制作；并且美国歌手亞莉安娜与妮琪第四次再度合作加盟歌曲演唱。本单曲登上了美国《告示牌》百强单曲榜拿下最高第四十二位的成绩，也冲进了澳大利亚、苏格兰和英国本地榜单的十强。

## 背景
两位歌手在2014年合作了歌曲《砰砰》和《Get On Your Knees》之后。妮琪于2016年加入爱莉安娜的单曲《招摇》，同时是专辑《危险女人》的第三支主打单曲，并最高《告示牌》百强榜第四位，是爱莉专辑中首支进入排行榜五强的单曲。在2018年5月，爱莉安娜在推特上透露了早上与妮琪通电话讲了下次将要合作的事情。 在6月4日，爱莉安娜回复了一个推特上的粉丝，暗示她们不止合作一首歌曲，并都在年内发行，其中的一首是《曙光来临》。在6月11日，妮琪的官方宣布了《百萬名床》是即将发行专辑女皇的第二支单曲。并在6月14日发行，同时专辑预售开启。本单曲的封面采用着Instagram上普遍的风格，胶片照片的色调，图中妮琪和爱莉在游泳池中依偎在一起。

## 创作和歌词
《百萬名床》是妮琪和乔治·刘易斯、梅斯孔·戴维·阿什尔、苏帕·杜帕、布雷特·贝利和本·迪尔共同创作，后三位音乐人与梅斯共同完成歌曲的制作。这首歌时长三分钟九秒 。这首歌是一首慢摇流行民谣。并被指出与特洛伊·希文的《音樂起舞》相似，伴奏带有着简约和热带风格。杂志《Spin》中说到这首讲述了女子被情人放了鸽子的事，第三段主歌则是她回味之前与他颠鸾倒凤的细节。这首歌曲参考了小韦恩的专辑《Tha Carter III》以及歌手泽恩·马利克，并不久后将发行妮琪与他合作的歌曲。

## 市场反响
《百萬名床》在首周收获了19,000份下载量以及12亿次点播量，并空降美国《告示牌》百强单曲榜第四十三位。这是妮琪第九十一首进入此榜单的歌曲，保持着她最热门百大女艺人的记录。 在第二周跌至六十七位。在第四周上升至四十八位 ，并在专辑发行后到达了四十二位。
在美国之外，《百萬名床》 也在澳大利亚、苏格兰和英国进入了本地榜单十强。

## 音乐视频

### 制作和发行
2018年6月14日，妮琪和爱莉安娜在推特上分享了一段《百萬名床》15秒的视频预告。当中展示了她们俩在游泳池里一起洗泡泡浴的画面。在6月19日，妮琪在YouTube上传了另一个一分钟的视频预告。在6月4日，她在Instagram上透露将在两天后映出。在6月5日，她分享了一段幕后镜头 ，她带着绿色假发打扮成人鱼在海滩上滚来滚去。 最终完整的音乐视频于2018年7月6日在妮琪的YouTube官方频道和Vevo账户上。该视频由海佩·威廉斯执导，在此之前海佩还执导过妮琪几首旧歌的音乐视频，有《Massive Attack》（2010年）、《傻妞》（2012年）以及《超正》（2012年）。美国足球运动员小奥德尔·贝克汉姆和布莱德·温在视频中惊艳客串。除了第一版视频发布，妮琪还宣布了该视频的第二版将在一周内映出。

## 製作名單
以下整理自专辑《女皇》的内页。
录制
- 在佛罗里达州迈阿密的Criteria Studios（英语：Criteria Studios）录音
- 在維珍尼亞海灘的MixStar Studios混音
- 在德州奧斯汀的Chris Athen Masters制作母带

名单
- 妮琪·米娜 – 聲樂、創作
- 爱莉安娜·格兰德 – 聲樂
- 本·比丽恩斯 – 制作
- 布雷特·“彼特斯”·贝利 – 出品
- 德韦恩·“苏帕·杜帕”·钦-奎（英语：Supa Dups） – 出品
- 梅斯 – 联合出品
- 奥布里·“大果汁”·德拉因 – 录制工程
- 尼克·瓦伦丁 – 录制工程协助
- 威廉·克纳特 – 录制工程协助
- 塞尔班·根尼阿 – 混音
- 约翰·汉恩斯 – 混音协助
- 克里斯·雅典 – 母带

## 排行榜
| 排行榜（2018年）                        | 最高 排名 |
| --------------------------------------- | --------- |
| 澳大利亚（澳大利亚唱片业协会單曲榜）    | 17        |
| 奥地利（Ö3四十强单曲榜）                | 49        |
| 比利时佛兰德（Ultratip榜外單曲榜）      | 6         |
| 比利时瓦隆（Ultratip榜外單曲榜）        | 17        |
| 加拿大（Canadian Hot 100）              | 30        |
| 加拿大（《告示牌》Canada CHR）          | 43        |
| 捷克（百強數位單曲榜）                  | 30        |
| 法国（SNEP）                            | 56        |
| 德国（德國官方單曲榜）                  | 52        |
| 匈牙利（四十強單曲榜）                  | 27        |
| 匈牙利（四十強串流榜）                  | 20        |
| 爱尔兰（IRMA）                          | 22        |
| 意大利（FIMI）                          | 91        |
| 荷兰（百强单曲榜）                      | 47        |
| 新西兰（新西兰唱片音乐协会）            | 25        |
| 挪威（世界之路榜單）                    | 34        |
| 葡萄牙（葡萄牙唱片業協會单曲榜）        | 27        |
| 蘇格蘭（官方榜单公司單曲榜）            | 19        |
| 新加坡（RIAS）                          | 29        |
| 斯洛伐克（電台百強單曲榜）              | 72        |
| 斯洛伐克（百強數位單曲榜）              | 25        |
| 西班牙（PROMUSICAE）                    | 96        |
| 瑞典（瑞典最熱榜）                      | 44        |
| 瑞士（瑞士热门音乐榜）                  | 39        |
| 英國（官方榜单公司單曲榜）              | 20        |
| 美国（《告示牌》百大單曲榜）            | 42        |
| 美國（《告示牌》Hot R&B/Hip-Hop Songs） | 19        |
| 美國（《告示牌》Pop Airplay）           | 23        |
| 美國（《告示牌》Rhythmic Songs）        | 14        |

## 销量认证
| 地區                                  | 认证 | 认证单位/销量 |
| ------------------------------------- | ---- | ------------- |
| 澳大利亚（澳大利亚唱片业协会）        | 金   | 35,000‡       |
| *僅含認證的實際銷量 ^僅含認證的出貨量 |      |               |

## 发行历史
| 区域     | 日期          | 形式          | 厂牌                                 | 参文   |
| -------- | ------------- | ------------- | ------------------------------------ | ------ |
| 多个地区 | 2018年6月14日 | 电子下载 串流 | Young Money Cash Money  | [ 7 ]  |
| 美国     | 2018年6月19日 | 當代流行電台  | Young Money Cash Money  | [ 48 ] |
| 美国     | 2018年6月19日 | 节奏当代电台  | Young Money Cash Money  | [ 49 ] |
| 意大利   | 2018年6月29日 | 当代热门电台  | 环球                                 | [ 50 ] |